# Гольдес, Ойзер Моисеевич
О́йзер Моисе́евич Го́льдес (настоящая фамилия Гольдесгейм; идиш אױזער האָלדעס‎ — Ойзэр һолдэс; 1900, Кишинёв, Бессарабская губерния — 1966, Харьков) — еврейский советский драматург, литературовед, критик. Писал на идише.

## Биография
Ойзер Гольдесгейм (Гольдес) родился в 1900 году в Кишинёве в семье часовщика. Учился в еврейской школе, затем в русской гимназии в Бердичеве. Был студентом еврейского отделения филологического факультета Второго Московского университета. С 19 лет работал учителем в Бердичеве, впоследствии в Харькове и Киеве. Работал воспитателем в детском доме, часовым мастером, учителем и  директором школы. В 1935-1936 годах — научный сотрудник Института еврейской культуры при Академии Наук Украинской ССР в Киеве.
В литературе дебютировал стихами в 1927 году, но вскоре занялся литературоведением, публицистикой, исследованием творчества классиков еврейской литературы и современных писателей. Опубликовал ряд статей о еврейской литературе, фольклоре, творчестве Шолом-Алейхема (в том числе, введение к роману «Блуждающие звёзды», издание 1936 года).
Пьесы Гольдеса «А Идишер Солдат» (Еврейский солдат, 1938), «Андэрэ Мэнчн» (Другие люди, 1948) и одноактные сцены ставились в еврейских и украинских театрах. В 1941 году под названием «Майсэс, Вицн Ун Шпицлэх Фун Эршл Острополер» были опубликованы пересказанные Гольдесом сказки, шутки и остроты Гершеле Острополера — самое большое на тот период собрание историй про персонажа еврейского фольклора Герша из Острополя. Книга была переиздана в 1960 году в Варшаве. Кроме того, Гольдес занимался переводами на идиш произведений классиков русской литературы, написал ряд учебников по литературе для еврейских школ. 
В послевоенный годы жил в Харькове. 12 февраля 1951 года Гольдес был арестован и 27 октября осуждён к 10 годам лишения свободы за антисоветскую агитацию; после реабилитации в 1955 году возвратился в Харьков. Публиковался в журнале «Советиш Геймланд» (Советская родина) и украинской печати.